# Taina Elg
Taina Elisabeth Elg (Helsinki, 9 de marzo de 1930-Helsinki, 15 de mayo de 2025) fue una actriz y bailarina finlandesa-estadounidense.

## Vida y carrera
Elg nació en 1930 en Helsinki, y fue criada en Turku por sus padres, Åke Elg (né Ludwig), un pianista finlandés, y Helena Doroumova (de ascendencia rusa). Elg firmó un contrato de siete años con Metro-Goldwyn-Mayer a mediados de la década de 1950. En 1957, ganó el premio de Foreign Newcomer – Femenino. En 1958, ganó el premio de mejor actriz de comedia y musical por su interpretación en Les Girls, empatando con su coprotagonista, la actriz Kay Kendall.
En 1958, ganó el Premio Golden Laurel como Mejor Nueva Personalidad Femenina. En 1959 actuó junto con Kenneth More en The 39 Steps. In 1975, ganó el Premio Tony por su interpretación de Donna Lucia D'Alvadorez en Where's Charley?. Apareció en la comedia musical de Broadway Nine como la madre de Guido Contini. En 1989, interpretó a Lea en Chéri, una novela de Colette adaptada por Anita Loos. En 1980, interpretó a Dr. Ingrid Fischer en la telenovela de la cadena CBS Guiding Light. Entre 1980–82, interpretó a Olympia Buchanan, la primera esposa del magnate Asa Buchanan, en la telenovela de la cadena de ABC One Life to Live. Su personaje, que fue prisionera de Asa durante meses, tuvo una escena de muerte memorable, cayendo de un balcón en una fiesta de disfraces.

### Vida personal
Elg se casó con Carl Björkenheim en 1953, y se divorciaron en 1958, la pareja tuvo un hijo, Raoul Björkenheim. En 1982, Elg se casó con Rocco Caporale, un educador y profesor de sociología nacido en Italia, el matrimonio duro hasta la muerte de Caporale en 2008. Elg actualmente vive en Nueva York.
Elg falleció el 15 de mayo de 2025, a los 95 años, en una residencia de Helsinki.

## Filmografía

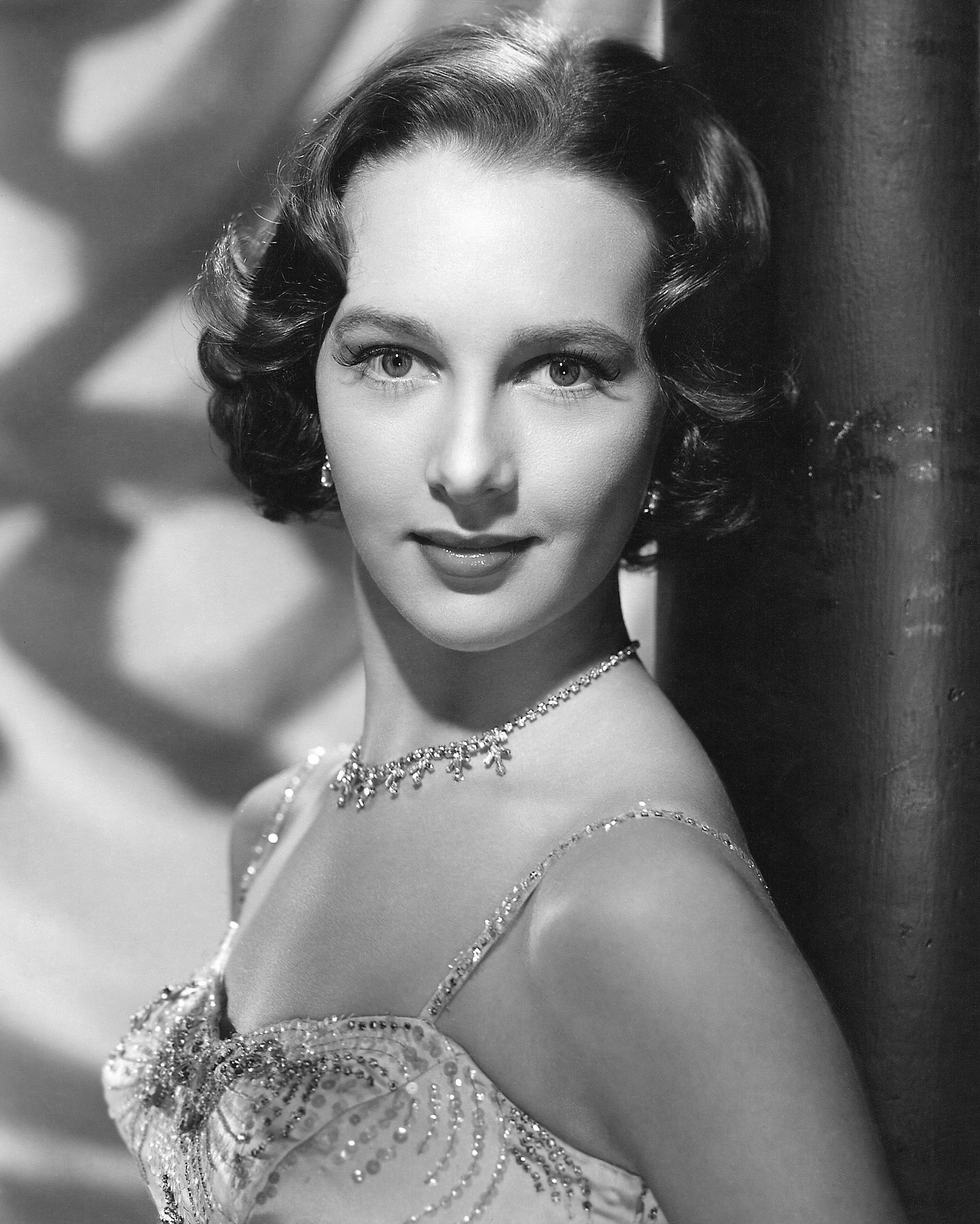
Taina Elg en 1955.

- The Prodigal (1955)
- Diane (1956)
- Gaby (1956)
- Les Girls (1957)
- Imitation General (1958)
- The 39 Steps (1959)
- Watusi (1959)
- The Bacchantes (1961)
- Hercules in New York (1970)
- Liebestraum (1991)
- The Mirror Has Two Faces (1996)

## Apariciones en teatro
- Look to the Lilies
- Two By Two (U.S. national tour)
- Nine
- Where's Charley?
- The Utter Glory of Morrissey Hall
- A Little Night Music (en Australia)
- Chéri (off-Broadway, New York)